# 비사차
비사차(이탈리아어: Bisaccia)는 이탈리아 캄파니아주 아벨리노도의 코무네다. 안드레타, 아퀼로니아, 칼리트리, 구아르디아롬바르디, 라체도니아, 스캄피텔라, 발라타 등의 코무네와 경계를 이룬다. 이곳 사람들은 비사체세라고 하는 지역 방언을 쓴다.

## 역사
롬바르드족이 비사차 일대에 성을 건설했으며, 한때 신성로마제국의 프리드리히 2세가 그 근처의 숲에 사냥을 나가기 위해 자주 들렀던 곳이기도 했다. 이밖에도 토르콰토 타소, 프란체스코 데 산크티스 등의 문호가 비사차를 방문한 적이 있다.
적어도 서기 1100년부터 주교 관할령이 되었다. 1540년에는 비사차 교구가 폐지되고 해당 지역은 산탄젤로데이롬바르디-비사차 교구에 병합되어 지금의 산탄젤로데이롬바르디-콘차-누스코-비사차 교구가 되었다.
1980년 이르피니아 지진으로 구시가지가 파괴되고 그 부근에 신시가지가 조성되는 과정을 겪기도 했다.